# Gold Coast
Gold Coast je grad u Queenslandu u Australiji. To je šesti po veličini grad u Australiji, najveći neglavni grad u Australiji i drugi po veličini grad u Queenslandu (nakon Brisbanea, glavnoga grada), a ima preko 600.000 stanovnika. Demonim stanovnika Gold Coasta na engleskom je Gold Coaster.
Obalni je grad koji se proteže od granice Novog Južnog Walesa kod Tweed Headsa na jugu do gradskog područja Brisbanea na sjeveru. Grad je dio veće konurbacije i regije poznate kao Jugoistočni Queensland. Središnja poslovna četvrt Gold Coasta nalazi se u predgrađu Southporta.
Kroz povijest, Gold Coast je bio politički konzervativan; u gradu je dominantna Liberalna nacionalna stranka desnog centra.

## Gospodarstvo
Gold Coast je popularno turističko odredište, a poznat je po svojim neboderima, plažama za surfanje (kao što je plaža u naselju Surfers Paradise), noćnom životu i zabavnim parkovima (Dreamworld, Movie World, Sea World, Wet'n'Wild i White Water World).
Gold Coast ima veliko i raznoliko gospodarstvo, koje uglavnom dolazi iz turizma, zdravstva, umjetnosti, kulture i građevinarstva, s BDP-om od 40,9 milijardi AUD. Gold Coast ima više startup tvrtki po glavi stanovnika od bilo kojeg drugog australskog grada, a industrije nezavisnog filma i videoigara također rastu. Grad je također vrlo važan za australsku filmsku i televizijsku industriju, a dobio je i nadimak Goldywood (prema Hollywoodu, središtu američke filmske industrije).

## Sport
U sportu, Gold Coast je dom Gold Coast Sunsa u Australian Football League (AFL) i Gold Coast Titansa u National Rugby League (NRL). Gold Coast United FC je nogometni klub koji je prije igrao u A-League Mena. Grad je također bio domaćin Igara Commonwealtha 2018.